# إسماعيل العلوي
إسماعيل العلوي هو أستاذ جامعي، وسياسي مغربي ووزير سابق، وُلد في 11 مارس عام 1940 في مدينة سلا في المغرب، وتقلد عدة مناصب وزارية في حكومة الوزيرالأول المغربي الأسبق عبد الرحمن اليوسفي.

## نشأته ودراسته
وُلد إسماعيل العلوي في 11 مارس عام 1940 في مدينة سلا، وأنهى دراسته الثانوية في مدينتي القنيطرة والرباط ثُم انتقل إلى مدينة الدار البيضاء ليدرس الآداب في مدرسة ليوتي الثانوية، ثُم التحق بالدراسة في كلية الآداب والعلوم الإنسانية بجامعة محمد الخامس بالرباط، قبل أن يلتحق بالمعهد الجغرافي في جامعة السوربون في باريس.

## مسيرته المهنية والسياسية
عُين إسماعيل العلوي بعد تخرجه في مجال التدريس بالجامعة كمدرس مُساعد بكلية الآداب والعلوم الإنسانية بجامعة محمد الخامس بالرباط، وإلى جانب عمله، فقد كان باحثًا مشاركًا في المركز الجامعي للبحث العلمي بدءًا من عام 1965 وحتى عام 1969، والذي أصبح بعد ذلك المعهد الجامعي للبحث العلمي، وتدرج في المناصب الأكاديمية فأصبح مُحاضرًا ثُم أستاذاً، ثُم رئيسًا لقسم الجغرافيا في كلية الآداب والعلوم الإنسانية بجامعة محمد الخامس بالرباط. انضم إسماعيل العلوي إلى صفوف الحزب الشيوعي المغربي في عام 1962، وفي عام 1966 انتخب عضوا باللجنة المركزية للحزب خلال المؤتمر الثالث للحزب، والذي تحول بعد ذلك إلى حزب التقدم والاشتراكية، كما كان عضوًا نشطًا في المكتب الوطني للنقابة الوطنية المغربية للتعليم العالي بدءًا من عام 1968، وحتى عام 1980، وعضوًا بالمكتب التنفيذي للجمعية المغربية لمساندة الكفاح الفلسطيني بدءًا من عام 1968، وحتى عام 2000.
انتُخب إسماعيل العلوي نائبا في البرلمان المغربي عن دائرة بني حسين في الغرب بدءًا من عام 1984 وحتى عام 1992، ثُم انتُخب نائباً عن الموظفين بدءًا من عام 1993 وحتى عام 1997، وكان خلال هذه الفترة رئيسًا للمجموعة البرلمانية لحزب التقدم والاشتراكية. وفي سبتمبر عام 1997، أصبح إسماعيل العلوي أمينًا عامًّا لحزب التقدم والاشتراكية بعدما انتخبته اللجنة المركزية للحزب خلفًا للقيادي بالحزب علي يعتة الذي كان قد توفي في نفس العام، ثُم أعيد انتخابه مرة أخرى في عام 2001 أمينًا عامًّا للحزب خلال المؤتمر السادس لحزب التقدم والاشتراكية، وفي أبريل عام 2006 انتخب أمينًا عامًّا لحزب التقدم والاشتراكية للمرة الثالثة خلال المؤتمر السابع للحزب، وظل في منصبه حتى 31 مايو عام 2010 عندما انتُخب محمد نبيل بن عبد الله أمينًا عامًا للحزب خلفًا له.
تقلد إسماعيل العلوي عدة مناصب وزارية، فكان وزيرا للتربية الوطنية في حكومة اليوسفي الأولى، وفي 6 سبتمبر عام 2000 عُين وزيرًا للفلاحة والصيد البحري والتنمية القروية والمياه والغابات في حكومة اليوسفي الثانية. ويشغل إسماعيل العلوي في الوقت الحالي منصب عضو المكتب الوطني للاتحاد الوطني للتعليم العالي، وعضو المكتب التنفيذي لجمعية دعم نضال الشعب الفلسطيني منذ عام 1968، ورئيس جمعية التنمية الريفية العالمية، وئيس جمعية المستقبل بمدينة سلا.

## أوسمة
وسام العرش من درجة الحمالة الكبرى